# Жарвиль-ла-Мальгранж (кантон)
Жарвиль-ла-Мальгранж (фр. Jarville-la-Malgrange) — кантон во Франции, находится в регионе Лотарингия. Департамент кантона — Мёрт и Мозель. Входит в состав округа Нанси. Население кантона на 1999 год составляло 25 127  человек.
Код INSEE кантона 5438. Всего в кантон Жарвиль-ла-Мальгранж входят 4 коммун, из них главной коммуной является Жарвиль-ла-Мальгранж.

## Коммуны кантона
| Коммуна              | Население | Почтовый индекс | Код INSEE |
| -------------------- | --------- | --------------- | --------- |
| Эйкур                | 6 185     | 54180           | 54257     |
| Удемон               | 2 375     | 54180           | 54265     |
| Жарвиль-ла-Мальгранж | 9 746     | 54140           | 54274     |
| Людр                 | 6 821     | 54710           | 54328     |